# Angelo Giorgianni
Angelo Giorgianni (Polistena, 20 maggio 1954) è un ex magistrato e politico italiano.

## Biografia
Laureato in giurisprudenza presso l'Università di Messina nel 1975, è in magistratura dal 1977 e opera nelle procure prima di Caltagirone poi di Reggio Calabria fino al 1985, quando torna a Messina, dove in seguito diviene Sostituto procuratore della Repubblica.
Nel 1996 è eletto al Senato per Rinnovamento Italiano nel collegio di Fano. È nominato sottosegretario agli Interni del Governo Prodi I fino al 13 marzo 1998, quando si dimette a motivo del "verminaio Messina". Lascia i diniani per il Partito Popolare Italiano per un anno per passare all'UDEUR.
Nel giugno del 1996 in qualità di Sottosegretario ha rappresentato l’Italia e l’Unione Europea al “Segmento ad alto livello del Consiglio Economico e Sociale delle Nazioni Unite”, avente ad oggetto, peraltro, la lotta contro narcotraffico e criminalità organizzata; 
Dal 24 gennaio 2000 al 29 maggio 2001 è stato componente della commissione parlamentare di inchiesta sul terrorismo.
Nel 2001 torna in magistratura, divenendo poi Presidente di Sezione presso la Corte di Appello di Messina.
Nel 2008 è stato nominato dal Ministro della Giustizia Presidente della Commissione di Valutazione dei Dirigenti:
Nel 2010 è nominato dal ministro Angelo Alfano come uno dei tre presidenti dell'Organismo Indipendente di Valutazione (OIV), organismo che valuta i dirigenti del Ministero della giustizia.
Oltre al ruolo di Presidente di Sezione in Corte di Appello ricopre poi il ruolo di Presidente di Commissione Tributaria Regionale, fino alla sospensione dalle funzioni e dallo stipendio decisa dal Consiglio Superiore della Magistratura il 27 ottobre 2021.

## Controversie
Co-autore del controverso libro “Strage di Stato. Le verità nascoste del Covid-19” con prefazione di Nicola Gratteri e contenuti complottistici e negazionisti, nell'ottobre del 2021 ha annunciato di lasciare la magistratura dopo aver partecipato a una manifestazione contro il green pass perché “se il fatto di indossare la toga mi deve limitare a esprimere la mia opinione sulla legittimità di atti o di provvedimenti, o peggio ancora a denunciare fatti penalmente rilevanti, anche se riguardano rappresentanti delle istituzioni, allora preferisco lasciare la toga“.
In seguito a questi comportamenti, incluso quello di aver denunciato il governo italiano alla Corte internazionale di giustizia per crimini contro l'umanità e l'aver invocato una "nuova Norimberga", alcuni componenti del Consiglio superiore della magistratura hanno richiesto una pratica urgente davanti alla prima commissione per "verificare l’impatto di tali condotte sulla percezione della sua indipendenza quale magistrato". L'Associazione nazionale magistrati ha definito le affermazioni di Giorgianni "apodittiche", condannando "fermamente le parole e la condotta, non improntata a misura, equilibrio e sobrietà".
Il 27 ottobre 2021 la sezione disciplinare del Consiglio superiore della magistratura, facendo seguito alla richiesta di misura cautelare avanzata dal procuratore generale della Cassazione, lo ha sospeso dalle funzioni e dallo stipendio.
Il 23 novembre 2021 il Consiglio Superiore della Magistratura preso atto della domanda di dimissioni presentata dallo stesso Giorgianni in data 11 maggio 2021 ha deliberato di accettare le dimissioni predette a decorrere dalla data del 18 ottobre 2021.

### Il "verminaio Messina"
Da alcune inchieste giornalistiche, rivelatesi successivamente prive di fondatezza, nel 1998 la commissione parlamentare antimafia denunciò il cosiddetto "verminaio Messina", commistioni tra docenti universitari, imprenditori e magistrati, che portarono a numerosi arresti e anche alle dimissioni del sottosegretario Angelo Giorgianni, per suoi rapporti, da magistrato, con discussi imprenditori.
Il procedimento contro di lui davanti al Consiglio Superiore della Magistratura fu bloccato con delibera del Senato della Repubblica del 29 luglio 1999 sulla base della insindacabilità delle opinioni espresse dai parlamentari. Tale delibera fu annullata dalla Corte Costituzionale tre anni dopo, ma sia gli accertamenti svolti nelle competenti sedi giudiziarie, sia il procedimento disciplinare innanzi al Consiglio Superiore della Magistratura mostrarono l'infondatezza dei rilievi mossi a Giorgianni.